# Miguel Alemán (Tamaulipas)
Miguel Alemán (también conocido como El Carrizo) es una comunidad localizada en el municipio de Nuevo Laredo en el estado mexicano de Tamaulipas. Según el censo de INEGI del 2010, Miguel Alemán tiene una población de 114 habitantes. Está a una altitud de 92 metros sobre el nivel del mar.